# Trismegistia
Trismegistia là một chi rêu trong họ Sematophyllaceae.